# زقاق الطوربيد
زقاق الطوربيد (بالإنجليزية: Torpedo Alley)، ويُعرف أيضًا باسم تقاطع الطوربيد (Torpedo Junction)، هو اسم أُطلق خلال الحرب العالمية الثانية على المنطقة الواقعة قبالة سواحل كارولاينا الشمالية، حيث قامت الغواصات الألمانية بشن العديد من الهجمات على سفن الحلفاء، وخاصة السفن التجارية.

## الخلفية
بعد دخول الولايات المتحدة الحرب في ديسمبر 1941، بدأت كريغسمارينه، وهي البحرية الألمانية النازية، حملة عدوانية ضد السفن الحليفة على طول الساحل الشرقي للولايات المتحدة باستخدام غواصات يو-بوت (U-boats). وقد أصبحت المنطقة البحرية قبالة كارولاينا الشمالية، خصوصًا حول كيب هاتيراس، واحدة من أخطر مناطق العالم للسفن خلال تلك الفترة.

## الهجمات والخسائر
بين يناير وأغسطس 1942، أغرقت الغواصات الألمانية أكثر من 80 سفينة في تلك المنطقة، مما أدى إلى مقتل المئات من البحارة. استهدفت الغواصات السفن التجارية والسفن غير المحمية، وغالبًا ما كانت تهاجم في الليل مستخدمة الطوربيدات ثم تختفي في أعماق المحيط. ومن أبرز الغواصات الألمانية التي شاركت في هذه الهجمات:
- الغواصة يو-85 – تم إغراقها في أبريل 1942.
- الغواصة يو-352 – تم تدميرها في مايو 1942.
- الغواصة يو-701 – أغرقت في يوليو 1942 بعد عدة نجاحات ضد سفن الحلفاء.

## الأثر العسكري
أثارت هذه الهجمات صدمة داخل الولايات المتحدة، حيث كانت الشواطئ الشرقية تُضاء ليلًا مما سهّل على الغواصات رصد السفن. دفع ذلك بالبحرية الأمريكية إلى تطبيق عدد من الإجراءات الدفاعية، منها:
- إنشاء نظام القوافل البحرية للسفن التجارية.
- تكثيف الدوريات الجوية والبحرية.
- استخدام السفن المرافقة المسلحة.
- فرض تعتيم على طول الساحل.

## اليوم
تُعد هذه المنطقة من أهم مواقع حطام السفن في العالم، ويقصدها الغواصون وهواة التاريخ البحري. كما توجد العديد من الحطام التابعة للغواصات والسفن التجارية في قاع المحيط قبالة كارولاينا الشمالية، ويُستخدم المصطلح "زقاق الطوربيد" اليوم كإشارة تاريخية لهذه الفترة.